# Dörte Lindner
Dörte Lindner (n. 22 martie 1974, Rostock, RDG) este o săritoare în apă ce a reprezentat Germania, medaliată olimpică. A participat la o ediție a Jocurilor Olimpice (2000) în care a câștigat o medalie de bronz.

## Participări
Lista de mai jos prezintă principalele competiții la care a participat Dörte Lindner de-a lungul carierei.
- diving at the 2000 Summer Olympics – women's 3 metre springboard[*]